# 江藤源次郎
江藤 源次郎 （えとう げんじろう、1867年4月19日（慶応3年3月15日） - 1924年（大正13年）5月8日）は、日本の画家。佐賀県有田町出身。
有田焼の絵師となり、19世紀末にアメリカニューヨークに渡る。西洋油彩、印象派の洋画を学びエトー・ゲンジロウまたはカタオカ・ゲンジロウの名で、画家、小説の挿絵画家、ステージデザイナーとして活躍した。特に、アメリカ ではコネチカット州コスコブのアメリカ印象派画家達にジャポニスムを普及した点が評価されている。同地に日本文化の紹介などもしている。
コスコブ芸術コロニーに集まった画家たちに繊細な日本画の技法を教えてジャポニスムを起こし、ジョン・ヘンリー・トワックトマン（John Henry Twachtman）、チャイルド・ハッサム、トマス・エイキンズなどの巨匠といわれた画家たちと直に交流するなど、画壇における日米交流の先駆的役割を果たした最初の日本人であったといえる。

## 経歴

### 生い立ち
江藤源次郎（本名:片岡源次郎）は、慶応3年（1867年）に肥前国有田（佐賀県有田町）で生まれた。片岡家の家業は有田焼（伊万里焼）の絵師で、その後江副家に養子入りし、絵師として経験を積んだ。苗字として「江藤」を使うようになったが、なぜ「江副」でないのかは不明である。
明治24年（1891年）に24歳で家業である有田焼の販売のために単身ニューヨークマンハッタンをめざし渡米した。江副家は日本美術工芸品販売専門の起立工商会社の社長で佐賀出身の松尾儀助とは知り合いで、その関係で源次郎に起立工商会社のニューヨーク支店を紹介したと推察する人もいる 
源次郎は1893年に開催されたシカゴ万国博覧会の日本館での有田焼などの出展を手伝うことになった。同博覧会のアティウッド美術(Atywood's Fine Arts)館では当時のアメリカ油彩の代表的画家であるジェームズ・ホイッスラー（James A. Whistler）, チャイルド・ハッサム（Childe Hassam）,ウィリアム・メリット・チェイス（William Merritt Chase）, ジョン・シンガー・サージェント（John Singer Sargent）,トマス・エイキンズ（Thomas Eikins）などの展示もあり、源次郎の目に触れたとも推察されている 。
1894年6月、理由は不明だが源次郎は江副家との養子縁組を解消、苗字を「片岡」に戻した。但し、ペンネームとしてはそのまま「Genjiro Yeto（江藤源次郎）」の名前を継続している。

### 画家へ

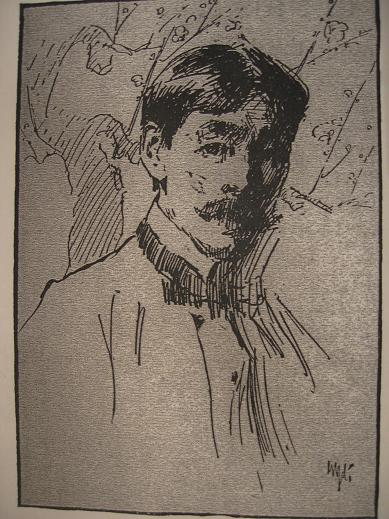
エルマー・マックレーが描いた源次郎の肖像画

江藤はやがて当初の有田焼販売には関心を失い、画家を志して、28歳の1895年2月美術専門学校アート・ステューデンツ・リーグ・オブ・ニューヨークに入学。特にアメリカ印象派画家として指導の立場であったロバート・ブラム（Robert Blum）, ジョン・ヘンリー・トワックトマン（John Twachtman）に師事し、油絵、印象派の画法を学んだ。生徒であったエルマー・マックレー（Elmer McRae）とも既知になった。彼が履修した1894～95年のコースの記録があり、それによると登録名はガンニジェロ・イェトー、科目の一部を挙げると午前の部のウィリアム・メリット・チェース講師の油彩実技（M.P.）、アービング・ワイルス講師のスケッチ（W.S.）などであった。源次郎は新たにアトリエを5番街14番通り近くのビルの一室に構えた。
1896年より、ジョン・トワックトマン師の誘いで、コネチカット州コスコブの賄い付き宿舎ホーリーハウス（現グリニッチ歴史協会所有の博物館）における同美術専門学校のサマークラスに参加し、1901年までホーリーハウスに滞在した。当時、マンハッタンからコスコブまでは既に鉄道が開通され、足の便があった。またコスコブは当時まだ植民地時代の古風な家が立ち並び、広いミアナス河の河口に位置し、風光明媚なロンガイランド・サウンドに面していて、豊富な画題となる景色を提供する場所であった。このコスコブのホーリーハウスにおける画家の集まりが後「コスコブ芸術コロニー」（Cos Cob Art Colony）と呼ばれるようになり、アメリカ最初の印象派の発祥の地となった。西洋画・油彩を勉強する中で、同クラスのアメリカの若い画家達に日本画の画法・特徴なども教えている。当時既に名声を博しているジョン・トワックトマン、チャイルド・ハッサムらも触発され、日本の画法を取り入れた絵が何点か残っている。
1897年には友人となったエルマー・マックレーとともに同校でコスコブ展覧会開催を手伝っている。また精力的に水彩画を描き、ニューヨーク水彩画クラブ（New York Water Color Club）、ナショナル・アカデミー・オブ・デザイン（The National Academy Design）、フィラデルフィアのペンシルベニア美術アカデミー（The Pennsylvania Academy of the Fine Arts）, フィラデルフィア・美術・クラブ（The Art Club of Philadelphia）などに出展している。

### アメリカでの生活
画業のかたわら、この時期コスコブの地では宿主ジョゼフィン・ホーリー夫人の計らいで婦人らに着物を着せテラスで茶会を催し、地元の人々に日本文化を紹介している。また、近所のリバーサイド町に住む生糸貿易で財をなした新井領一郎の夫人田鶴もホーリー家で活け花を紹介している。
画家として生計を立てるのは楽でなく、絵画も高い値で売れないため、彼は日本関連の小説の挿絵画家としても活動した。その中には野口米次郎著（イサム・ノグチの父）の「The American Diary of a Japanese Girl」の挿絵、ラフカディオ・ハーン（小泉八雲）著「骨董」の挿絵など多数ある。
1900年にはステージ・デザイナーの仕事も手がけ、「マダム・バタフライ（蝶々夫人）」劇（ヘラルド・スクエア・シアター、Herald Square Theater）の文化アドバイザーに任命され、ステージの絵を描いたとされるが、一説によれば使用道具などの細かい指導のみをしたとも言われている。
1901年5月、最初の個展をニューヨークのキャリア・ギャラリー（Currier Gallery）にて開催、水彩画150枚、本の表紙や挿絵40枚などを展示した。
1904年には一時帰国し8月に川内エンと結婚。この間多くの水彩画を描き、翌年単身渡米した際に多数携帯した。日本画と印象派の西洋画の融合は当初アメリカ画壇で好評を受けたが、そのユニークな画法を続けていく限界を知って水彩中心の日本画を描くようになった。翌々年に長女米（よね）誕生。
1906年には精力的にニューヨーク、ボストン、バッファロー、デトロイト各地で展覧会を開催、同年ニューヨーク市のサルマガンディ・クラブ（Salmagundi Club）水彩画展でモルガン（Morgan）賞を受賞。同年、肖像画の巨匠トマス・エイキンズ（Thomas Eakins）の手助けによりフィラデルフィアに展覧会を数回開催している。この時期エイキンズに肖像画を描いてもらったが、急な帰国で彼のサイン無しで日本に持ち帰った。その旨を書いた彼への礼状が現存しているが、当の肖像画は行方不明となっている。
1909年、エイキンズ紹介のブルックリン美術館芸術員であるステュアート・キューリン（Stewart Culin）を日本で迎え、日本美術品買い付けの手伝いの傍ら、家族で鎌倉、仙台などを案内する。この時期に苗字を「片岡」に戻している。同年再び渡米、12月にニューヨークのマディソン（Madison）画廊で水彩画展覧会を開催。

### 帰国から死去
1911年、44歳を最後に帰国し、東京の千石（現、東京市小石川）に住居を構え、逓信博物館（現在の逓信総合博物館）に勤務。国内でも絵を描き続け、太平洋画会（現在の太平洋美術会）に所属した。展覧会に出品もしているが、画壇の主流ではなかったためかアメリカでの成功ほどには評価されていない。
1912年、ステュアート・キューリンが再来日した際には美術品収集を手伝い、一緒に歌舞伎、能（画家の野口米次郎と同伴）などを観賞、夜は家族（妻と子供二人）を伴い食事をしている。
1924年、結核で死去。享年57。グリニッチ歴史協会には今でも彼の写真とマックレーが描いた源次郎の肖像画が保存されている。

## 作品リスト
以下は明らかになった作品の掲載で日本語名は英語名の翻訳。
絵画（油彩）
[妻と娘]（作品名不明） 縦31.2x横21.5 （個人所蔵）
絵画（水彩画）
[娘と花]（作品名不明） 縦35.2cmx横27.6cm （個人所蔵）
[茶のもてなし] 1905年作 縦25.4cmx横38.6cm （個人所蔵）
[習字を習う少女] 1914年作 縦34.3cmx横24.1cm （グリニッチ歴史協会所蔵）
[朝顔] 1915年作 約縦22.9cmx横30.5cm （個人所蔵）
[京都嵐山の桂川にかかる橋] 1909年作 縦30.8cmx横43.5cm
絵画（エッチング）
自画像
挿絵 （表紙を含む挿絵が掲載された本の題名・著者を掲載する）
「My Japanese Wife：A Japanese Idyl」 1902年 クライブ・ホーランド Clive Holland
「Tama」1910年 オノト・ワタンナ著 Onoto Watanna
「A Japanese Nightingale」1902年 オノト・ワタンナ著 Onoto Watanna
「The American Diary of A Japanese Girl」1902年ミス・モーニング・グローリ著(野口米次郎のペンネーム)
「A Japanese Garland」1903年 フローレンス・ペルティエ著 Florence Peltier
「Tora's Happy Day」フローレンス・ペルティエ・ペリー著Florence Peltier Perry
「骨董」1902年 小泉八雲（ラフカディオ・ハーン）著
「Little Sister Snow」1909年 フランシス・リトル著 Frances Little

## 参照項目
- アメリカの印象派 (American Impressionism)
- コスコブ芸術コロニー (Cos Cob Art Colony)